# Бригада СС «Шульдт»
Бригада СС «Шульдт» (нім. SS-Brigade "Schuldt") — німецьке військове формування, бригада у складі військ Ваффен-СС, що брала участь у бойових діях на Східному фронті під час Другої світової війни.

## Історія
Ця бригада була, по суті, першою бойовою групою військ СС, зібраної з різних частин СС для здійснення конкретного завдання. У листопаді 1942 року Червона армія перейшла в контрнаступ, який потребував мобілізації всіх німецьких резервів. Для відбиття радянського наступу Ваффен-СС створили бойову групу, до складу якої увійшли: один батальйон з дивізії «Лейбштандарт СС Адольф Гітлер», один батальйон зі складу полку «Дер Фюрер» дивізії СС «Дас Райх» і один батальйон зі складу 7-го панцергренадерського полку поліцейської дивізії СС. По прізвищу командира групи ці частини були позначені як Бригада СС «Шульдт».
6 грудня 1942 року бригада прибула на фронт в смугу дій 8-ї італійської армії. Частини італійців до цього часу почали безладний відступ і оголили фланги німців. Бригада була використана для стабілізації обстановки. Частини бригади цілком успішно обороняли Міллерово, але були змушені відступити, уникаючи оточення. У січні 1943 року бригада була підпорядкована німецькій 6-й танковій дивізії, разом з якою вона оборонялася в Овечкіні. У лютому 1943 року бригада була перепідпорядкована 16-й панцергренадерській дивізії і поповнена полком з 62-ї піхотної дивізії. 7 березня із складу бригади були виведені залишки батальйону полку «Дер Фюрер», а через вісім днів вся бригада була відправлена до Польщі. Після прибуття в Дембицю, бригада була розформована, а її особовий склад повернуто в вихідні частини.

## Командири
- Штандартенфюрер СС Хінріх Шульдт (грудень 1942 — березень 1943)

## Склад
- 7-й батальйон «Лейбштандарт СС Адольф Гітлер»
- 1-й батальйон 4-го панцергренадерського полку СС «Дер Фюрер»
- 1-й батальйон 7-го поліцейського панцергренадерського полку СС
- 100-й польовий батальйон Люфтваффе «Герман Герінг»